# Joseph Coutts

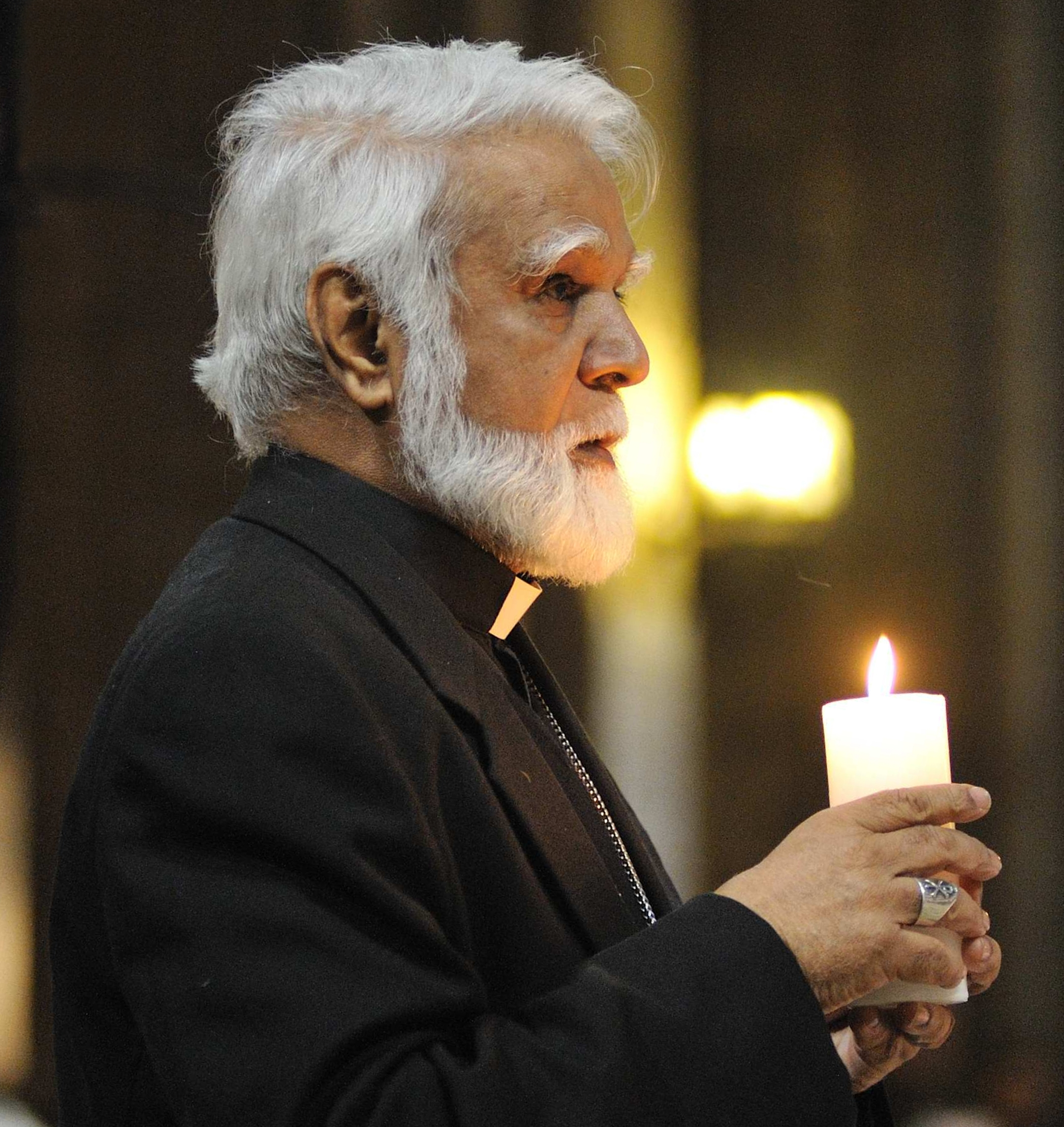
Erzbischof Joseph Coutts in der Kathedrale Notre-Dame in Paris (2016)

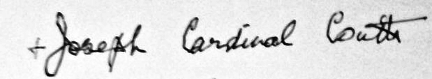
Signatur des Kardinals

Kardinalswappen

Joseph Kardinal Coutts (* 21. Juli 1945 in Amritsar, Britisch-Indien) ist ein pakistanischer Geistlicher und emeritierter römisch-katholischer Erzbischof von Karatschi.

## Leben
Joseph Coutts studierte am Christ the King Seminary in Karatschi und empfing am 9. Januar 1971 in Lahore das Sakrament der Priesterweihe für das Bistum Lahore. Nach weiteren Studien in Rom wurde er Professor für Philosophie am Christ the King Regional Seminary in Karatschi, später Rektor des St. Mary’s Minor Seminary in Lahore sowie Generalvikar.
Papst Johannes Paul II. ernannte ihn am 5. Mai 1988 zum Koadjutorbischof des Bistums Hyderabad in Pakistan. Die Bischofsweihe spendete ihm am 16. September 1988 der Bischof von Hyderabad, Bonaventure Patrick Paul OFM; Mitkonsekratoren waren Armando Trindade, Bischof von Lahore, und Erzbischof Emanuele Gerada, Apostolischer Nuntius in Pakistan. Mit dem Rücktritt von Bonaventure Patrick Paul am 1. September 1990 folgte er diesem als Bischof von Hyderabad nach.
Am 27. Juni 1998 ernannte Papst Johannes Paul II. zum Bischof von Faisalabad. Am 25. Januar 2012 wurde er von Papst Benedikt XVI. zum Erzbischof von Karatschi ernannt.
Papst Franziskus kündigte am Pfingstsonntag, dem 20. Mai 2018, nach dem öffentlichen Gebet des Regina caeli für den 28. Juni 2018 ein Konsistorium zur Kreierung von neuen Kardinälen an und benannte Joseph Coutts als einen von 14 dafür vorgesehenen Kandidaten. In diesem Konsistorium nahm er ihn als Kardinalpriester von San Bonaventura da Bagnoregio in das Kardinalskollegium auf. Die Besitzergreifung seiner Titelkirche fand am 29. September desselben Jahres statt. Am 6. Oktober desselben Jahres ernannte ihn der Papst zum Mitglied des Päpstlichen Rates für den Interreligiösen Dialog.
Papst Franziskus nahm am 11. Februar 2021 sein aus Altersgründen eingereichtes Rücktrittsgesuch vom Amt des Erzbischofs von Karatschi an.

## Auszeichnungen
- 2007: Shalom-Preis
- 2013: Internationaler Preis Paul VI.[6]